# 维沙卡帕特南
維沙卡帕特南簡稱Vizag，Viśākha, Wāltair, 是安得拉邦的人口與轄境第一大城市，也是印度第11大城市。维沙卡位於東高止山脈和孟加拉灣之間。2016年，維沙卡的總產值為435億美元。
維沙卡是加尔各答与马德拉斯间唯一的自然港口，擁有印度最古老的造船廠。維沙卡帕特南港是印度第五繁忙的貨運港口，該市是印度海軍東部司令部和南海岸鐵路地區總部的所在地。維沙卡帕特南海岸是觀光勝地，被稱為命運之城和東海岸之珠。2017年，它是印度第三大清潔城市。
2011年，维沙卡有203万居民，大都會區人口5,618,000。當地有印度最大軍用造船廠維沙卡造船中心。

## 歷史

### 現代歷史
維沙卡始建於1608年，1683年被英國占領。1757年被法國占領。1758年被英國重佔。1933年擴建港口，並向遠洋船開放。

## 地理
維沙卡坐落在馬翁德拉河口附近，地勢低平，海拔平均3米。屬副熱帶氣候。 1月最冷，平均氣溫為22．6℃；5月最熱，平均氣溫為30．9℃，極端最高氣溫為44．4℃。 10～12月白天有較強的東北風，夜間有較弱的西風。 10～11月多暴風雨。年降水量954毫米。

### 氣候

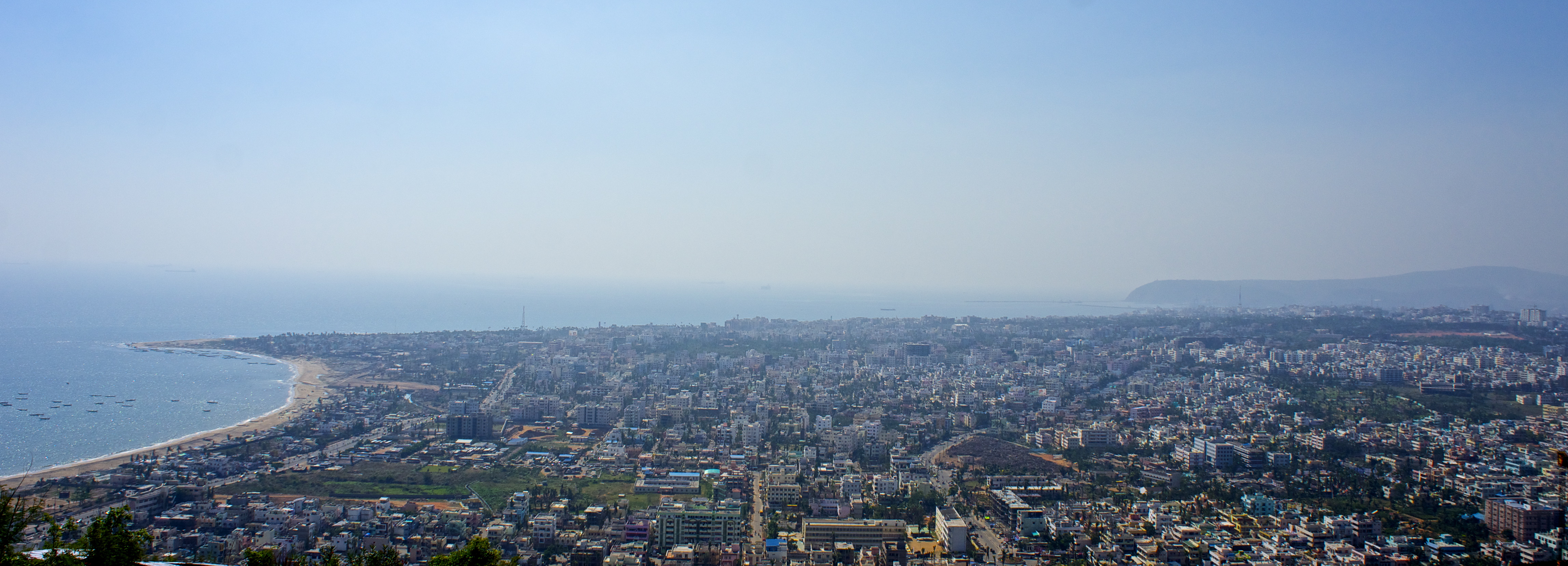

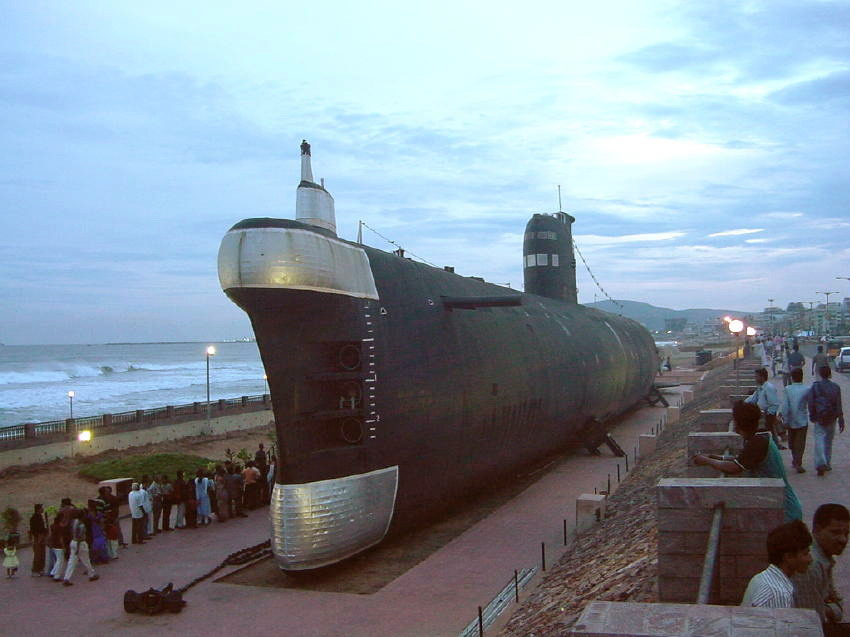

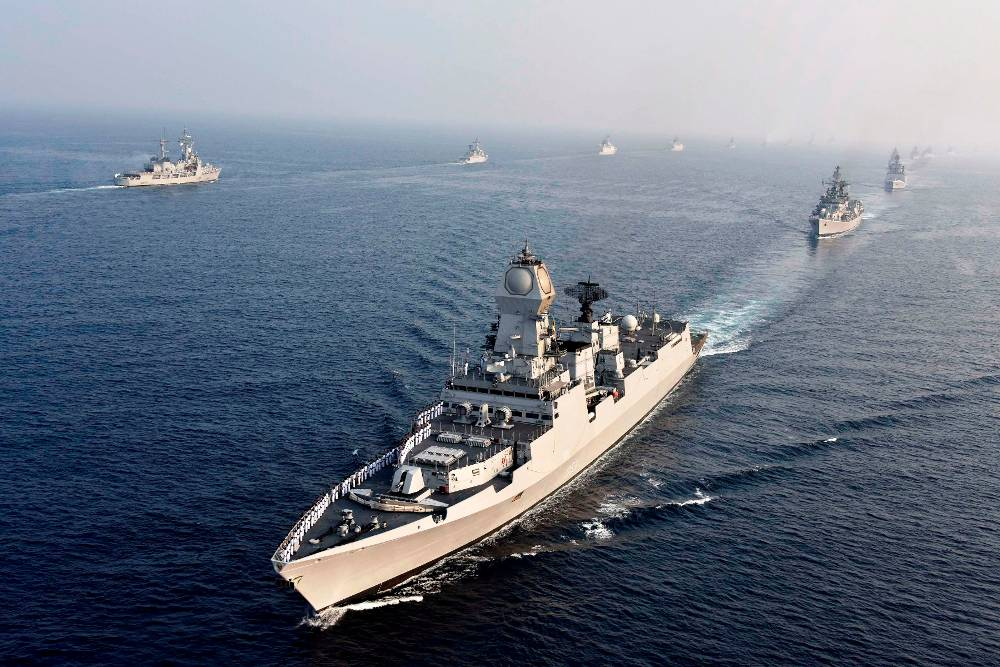

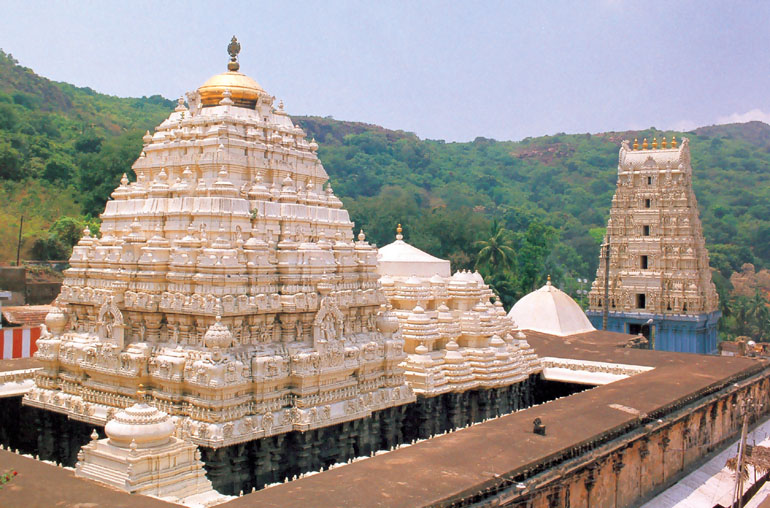

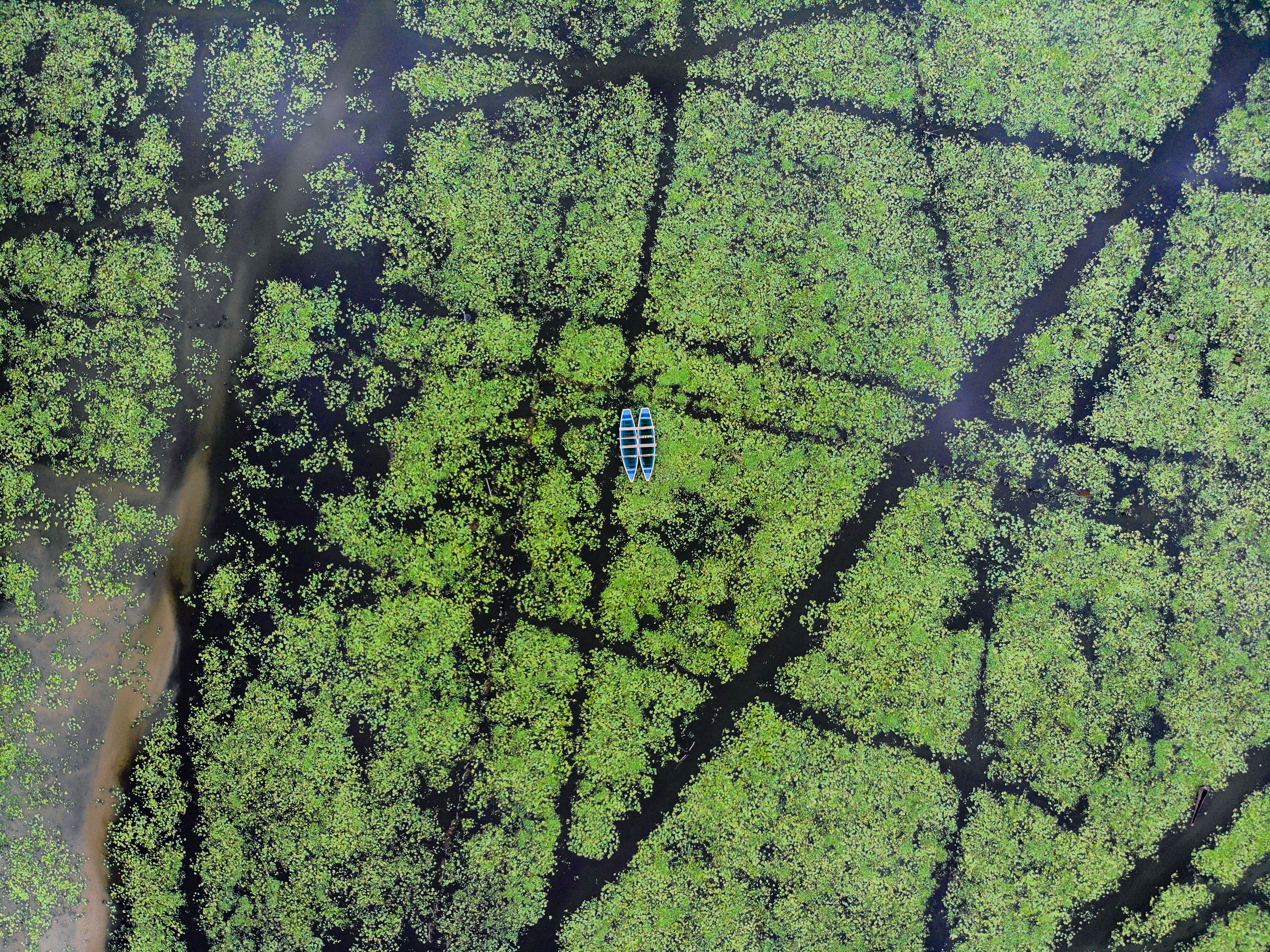
維沙卡附近的鳥類保護區

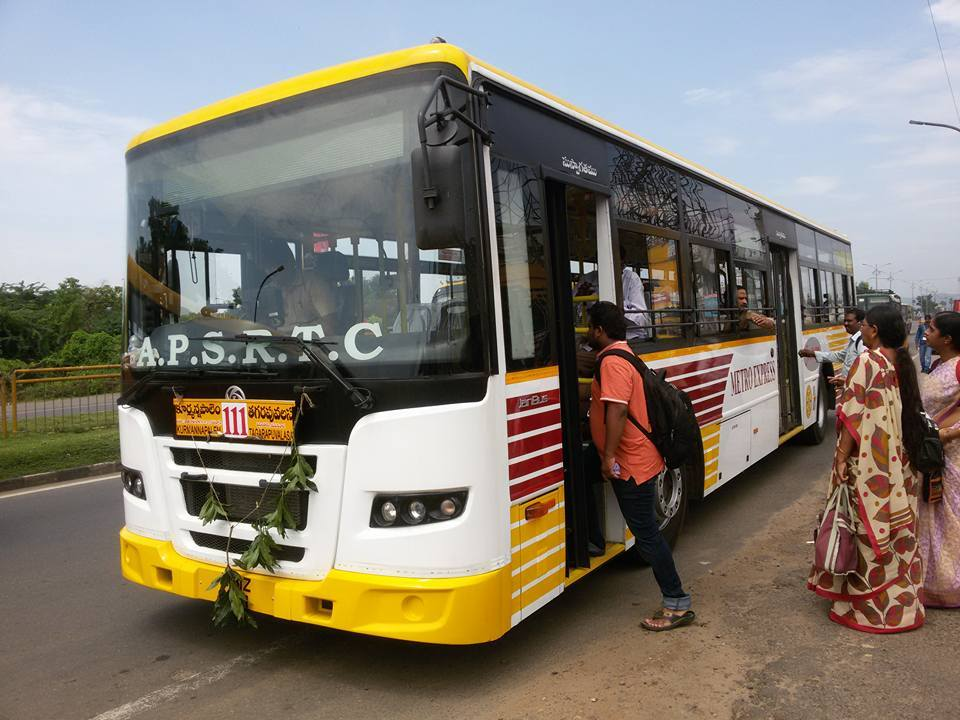

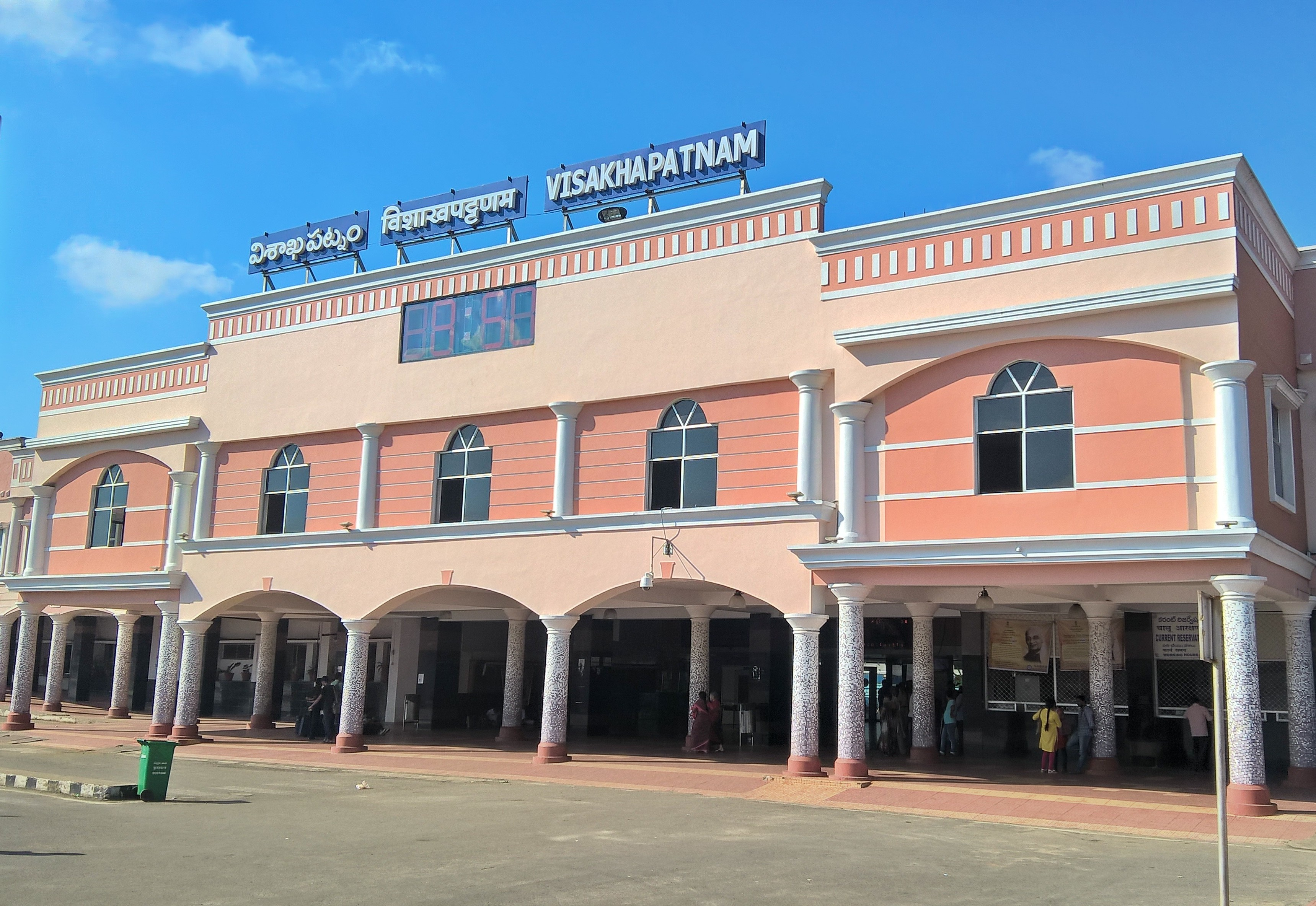

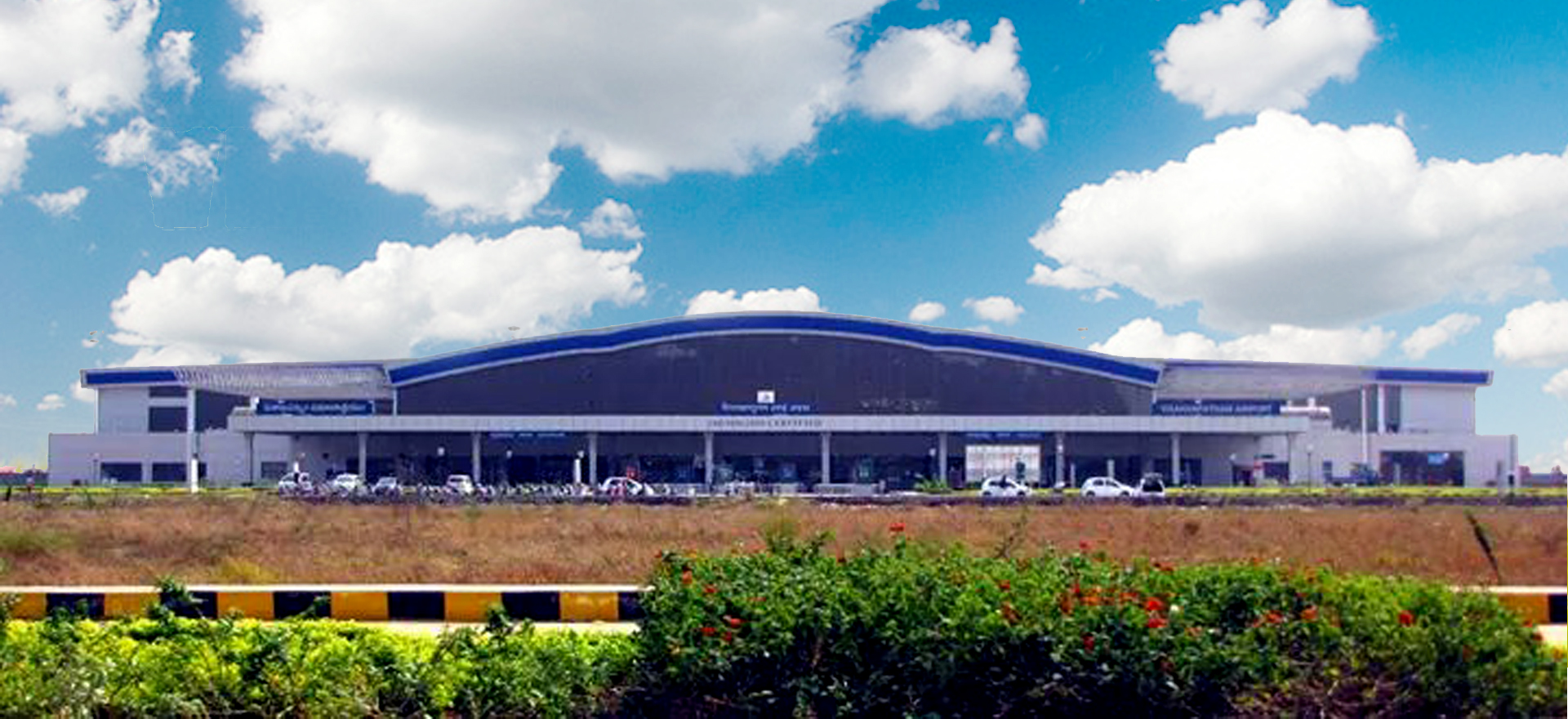

| 维沙卡帕特南      | 维沙卡帕特南 | 维沙卡帕特南 | 维沙卡帕特南 | 维沙卡帕特南 | 维沙卡帕特南 | 维沙卡帕特南 | 维沙卡帕特南 | 维沙卡帕特南 | 维沙卡帕特南 | 维沙卡帕特南 | 维沙卡帕特南 | 维沙卡帕特南 | 维沙卡帕特南  |
| 月份              | 1月          | 2月          | 3月          | 4月          | 5月          | 6月          | 7月          | 8月          | 9月          | 10月         | 11月         | 12月         | 全年          |
| ----------------- | ------------ | ------------ | ------------ | ------------ | ------------ | ------------ | ------------ | ------------ | ------------ | ------------ | ------------ | ------------ | ------------- |
| 平均高温 °C（°F） | 28.9 (84.0)  | 31.3 (88.3)  | 33.8 (92.8)  | 35.3 (95.5)  | 36.2 (97.2)  | 35.3 (95.5)  | 32.9 (91.2)  | 32.7 (90.9)  | 32.5 (90.5)  | 31.7 (89.1)  | 30.4 (86.7)  | 28.9 (84.0)  | 32.5 (90.5)   |
| 平均低温 °C（°F） | 18.0 (64.4)  | 19.9 (67.8)  | 23.0 (73.4)  | 26.1 (79.0)  | 27.7 (81.9)  | 27.3 (81.1)  | 26.1 (79.0)  | 26.0 (78.8)  | 25.6 (78.1)  | 24.3 (75.7)  | 21.6 (70.9)  | 18.6 (65.5)  | 23.7 (74.7)   |
| 平均降水量 mm（） | 11.4 (0.45)  | 7.7 (0.30)   | 7.5 (0.30)   | 27.6 (1.09)  | 57.8 (2.28)  | 105.6 (4.16) | 134.6 (5.30) | 141.2 (5.56) | 174.8 (6.88) | 204.3 (8.04) | 65.3 (2.57)  | 7.9 (0.31)   | 945.7 (37.23) |
| 来源：            |              |              |              |              |              |              |              |              |              |              |              |              |               |

## 人口
截至 2011 年印度人口普查，維沙卡帕特南的人口為 1,728,128 人，其中男性為 873,599 人，女性為 854,529 人——性別比例為每 1000 名男性中有 978 名女性。人口密度為18,480 / km2（47,900 / sq mi）。0-6歲年齡組有164,129名兒童，其中男孩84,298人，女孩79,831人，性別比為每1000名男孩947名女孩。平均識字率為81.79%，識字人數為1 279 137人，其中男性688 678人，女性590 459人。2022 年該市人口的最新估計為 2,358,412 人。

### 語言和宗教
語言
泰盧固語是官方語言，也是母語人士使用最多的語言。人們使用泰盧固語的兩種方言，即普通方言和 Uttarandhra（安得拉東北部）方言。後者主要由最初屬於 Vizianagaram 和 Srikakulam 地區的人們使用。
宗教
大多數公民信奉印度教，其次是伊斯蘭教和基督教。該地區在古代信奉佛教，邊遠地區有許多佛教僧伽羅，但佛教徒的人口已經減少，根據最近的人口普查，整個城市的人口約為0.03%

## 政府

### 公共管理
維薩卡帕特南市政公司（GVMC）是負責市民需求的市民團體。它成立於1858年，1979年成為公司。它的管轄區面積為681.96平方公里（263.31平方英里），其中包括加朱瓦卡，阿納卡帕勒和不萊梅巴特南的合併市。維沙卡大都會區發展局（VMRDA）是一個城市規劃機構，涵蓋GVMC及其郊區，包括兩家公司。

## 經濟
維沙卡是世界上增長最快的100個城市之一，GDP達435億美元。它是印度第9富有的城市。該港口通常的海鮮出口能力為115,000噸。
近年來，IT部門的增長推動了當地經濟的發展。
許多跨國IT和金融公司在維沙卡有分部，例如IBM，Wipro，Tech Mahindra，Kenexa，Infotech，Conduent，Cyient，Paytm，Concentrix，Sutherland，匯豐銀行等。
維沙卡港口外可停靠10—15萬噸油輪。商業區沿公路兩側分佈，工業區集中在港口附近，以造船與煉油工業为主。維沙卡是印度最大的铁矿石输出港，有國內大型的造船廠，還有化肥、煉鋁、碾米、黃麻等工業。輸出以鐵錳礦石為大宗。有鐵路支線連接幹線，公路樞紐。有航空站。大學設於郊區小山上。
2400英畝的尼赫魯製藥城（JNPC）擁有Hospira，Mylan，Eisai，Reddy's Lab，Aurobindo Pharma，Torrent pharma，Divis Lab等主要製藥公司。安得拉邦醫療技術有限公司是印度第一家向製造商和創新者開放的醫療設備製造企業。
當地建有LG工廠。Hindujas已開始在維沙卡帕特南區建設一座1,070兆瓦的火力發電廠，耗資700億盧比（9.81億美元）。

## 交通
維沙卡有铁路连接干线，通印度各大城市，是公路枢纽。有航空站，与加尔各答、马德拉斯有定期航班。与印度其他诸港有定期班船。

## 國防與研究
維沙卡是印度東部地區海軍司令部駐地，其作戰部隊主要由東部艦隊、潛艇部隊和海軍航空兵三部分組成。其東部艦隊司令部和潛艇部隊司令部駐此。
維沙卡帕特南級驅逐艦以其命名。